# Euphyia perornata
Euphyia perornata är en fjärilsart som beskrevs av Walker 1862. Euphyia perornata ingår i släktet Euphyia och familjen mätare. Inga underarter finns listade i Catalogue of Life.